# Foucherans (Jura)
Foucherans é uma comuna francesa na região administrativa de Borgonha-Franco-Condado, no departamento de Jura. Estende-se por uma área de 7,7 km². Em 2010 a comuna tinha 2 281 habitantes (densidade: 296,2 hab./km²).